# Clubiona pruvotae
Clubiona pruvotae är en spindelart som beskrevs av Lucien Berland 1930. Clubiona pruvotae ingår i släktet Clubiona och familjen säckspindlar.
Artens utbredningsområde är Nya Kaledonien. Inga underarter finns listade i Catalogue of Life.